# Al-Duhail Sports Club 2019-2020
Questa voce raccoglie le informazioni riguardanti lo Al-Duhail nelle competizioni ufficiali della stagione 2019-2020.

## Maglie e sponsor
| Casa | Trasferta |

## Rosa
| N. |                    | Ruolo | Calciatore             |
| -- | ------------------ | ----- | ---------------------- |
| 1  | Qatar (bandiera)   | P     | Mohammed Al-Bakri      |
| 2  | Qatar (bandiera)   | D     | Mohamed Musa Ali       |
| 3  | Qatar (bandiera)   | D     | Ali Mohammed Jasimi    |
| 4  | Marocco (bandiera) | D     | Medhi Benatia          |
| 5  | Qatar (bandiera)   | D     | Bassam Al-Rawi         |
| 6  | Qatar (bandiera)   | D     | Ahmed Yasser           |
| 7  | Qatar (bandiera)   | C     | Ismaeel Mohammad       |
| 8  | Qatar (bandiera)   | C     | Luiz Júnior            |
| 9  | Iraq (bandiera)    | A     | Mohanad Ali            |
| 10 | Brasile (bandiera) | C     | Edmílson Junior        |
| 11 | Qatar (bandiera)   | C     | Nasser Saleh Al Yazidi |
| 12 | Qatar (bandiera)   | C     | Karim Boudiaf          |
| 13 | Qatar (bandiera)   | C     | Hazem Ahmed Shehata    |
| 14 | Qatar (bandiera)   | D     | Fahad Ahmed Sheikh     |
| 15 | Qatar (bandiera)   | D     | Mohammed Ayash         |
| 16 | Qatar (bandiera)   | A     | Rabh Boussafi          |
| 17 | Croazia (bandiera) | A     | Mario Mandžukić        |
| 18 | Qatar (bandiera)   | D     | Sultan Al Brake        |
| 19 | Qatar (bandiera)   | A     | Almoez Ali             |

| N. |                           | Ruolo | Calciatore                   |
| -- | ------------------------- | ----- | ---------------------------- |
| 20 | Qatar (bandiera)          | C     | Ali Afif                     |
| 21 | Qatar (bandiera)          | C     | Khaled Mohammed              |
| 22 | Qatar (bandiera)          | P     | Shehab Ellethy               |
| 23 | Qatar (bandiera)          | C     | Assim Madibo                 |
| 25 | Qatar (bandiera)          | D     | Saleh Saeed Halabi           |
| 26 | Qatar (bandiera)          | D     | Nour Rahman                  |
| 27 | Corea del Nord (bandiera) | A     | Han Kwang-song               |
| 28 | Tunisia (bandiera)        | C     | Youssef Msakni               |
| 29 | Qatar (bandiera)          | A     | Mohammed Muntari             |
| 30 | Qatar (bandiera)          | P     | Sami Habib Beldi             |
| 31 | Qatar (bandiera)          | C     | Salmin Atiq Al Rumaihi       |
| 33 | Qatar (bandiera)          | C     | Mohammed Khaled Dhaifalla    |
| 35 | Qatar (bandiera)          | A     | Khaled Yousef                |
| 36 | Qatar (bandiera)          | C     | Mukhtar Ali Mukhtar          |
| 38 | Qatar (bandiera)          | D     | Abd El Rahman Mohamed Waheed |
| 39 | Qatar (bandiera)          | A     | Lotfi Madjer                 |
| 40 | Qatar (bandiera)          | P     | Amine Lecomte                |
| 44 | Qatar (bandiera)          | P     | Ahmed Soufiane               |
| 47 | Qatar (bandiera)          | C     | Fahad Al-Baiati              |

### Staff tecnico
- Hoalid Regragui - Allenatore

## Calciomercato
| Acquisti | Acquisti                     | Acquisti       | Acquisti      |
| R.       | Nome                         | da             | Modalità      |
| -------- | ---------------------------- | -------------- | ------------- |
| P        | Ahmad Rashwan                |                |               |
| P        | Moataz El Ahishiry           |                |               |
| P        | Amine Lecomte                |                |               |
| P        | Ahmed Soufiane               | Al-Kharitiyath | Prestito      |
| D        | Mohammed Musa                |                |               |
| D        | Ali Jasimi                   | Qatar SC       | Definitivo    |
| D        | Medhi Benatia                | Juventus       | Definitivo    |
| D        | Bassam Al-Rawi               |                |               |
| D        | Ahmed Yasser                 | Vissel Kōbe    | Fine prestito |
| D        | Karim Boudiaf                |                |               |
| D        | Mohammed Al-Nuaimi           |                |               |
| D        | Fahad Ahmed Sheikh           |                |               |
| D        | Sultan Al-Brake              |                |               |
| D        | Nour Rahman                  |                |               |
| D        | Mohammed Dhaifallah          |                |               |
| D        | Abd El Rahman Mohamed Waheed |                |               |
| C        | Ismaeel Mohammad             |                |               |
| C        | Luiz Júnior                  |                |               |
| C        | Edmílson Junior              |                |               |
| C        | Nasser Al Yazidi             |                |               |
| C        | Ali Afif                     |                |               |
| C        | Ahmed Al-Khowayled           |                |               |
| C        | Khaled Mohammed              |                |               |
| C        | Assim Madibo                 |                |               |
| C        | Saleh Al-Halabi              |                |               |
| C        | Ahmed Al-Sebaei              |                |               |
| C        | Youssef Msakni               |                |               |
| C        | Khaled Waleed                |                |               |
| C        | Fahad Al-Baiati              |                |               |
| A        | Rabeh Boussafi               |                |               |
| A        | Almoez Ali                   |                |               |
| A        | Mohammed Muntari             |                |               |
| A        | Khaled Yousef                |                |               |
| A        | Lotfi Madjer                 |                |               |
| A        | Mohanad Ali                  | Al-Shorta      | Definitivo    |

| Cessioni | Cessioni       | Cessioni     | Cessioni |
| R.       | Nome           | a            | Modalità |
| -------- | -------------- | ------------ | -------- |
| P        | Ahmed Soufiane | Al-Shahaniya | Prestito |

### Mercato invernale
| Acquisti | Acquisti            | Acquisti     | Acquisti      |
| R.       | Nome                | da           | Modalità      |
| -------- | ------------------- | ------------ | ------------- |
| D        | Mohammed Emad Ayash | Al-Ahli Doha | Fine prestito |
| A        | Mario Mandžukić     | Juventus     | Definitivo    |
| A        | Han Kwang-song      | Juventus     | Definitivo    |

| Cessioni | Cessioni    | Cessioni     | Cessioni |
| R.       | Nome        | a            | Modalità |
| -------- | ----------- | ------------ | -------- |
| A        | Mohanad Ali | Portimonense | Prestito |

## Risultati

### Qatar Stars League
| Arbitro: | Hamad Al Subaie |

|                      |           |                                     |
| Junior Kabananga 60’ | Marcatori | 88’ Youssef Msakni 90+2’ Almoez Ali |

| Arbitro: | Mohammed Al Shummari |

|                   |           |                     |
| Youssef Msakni 7’ | Marcatori | 40’ Aron Gunnarsson |

| Arbitro: | Salman Ahmad Flahi |

|                  |           |                |
| Ahmed Yasser 66’ | Marcatori | 76’ Franck Kom |

| Arbitro: | Khamis Al Marri |

|                                         |           |                                                                |
| Mohamed Benyettou 3’ Ismail Mahmoud 49’ | Marcatori | 23’ Ali Afif 36’, 65’ Mohammed Muntari 90+1’ (Rig.) Almoez Ali |

| Arbitro: | Abdulrahman Al Marri |

|  |           |                   |
|  | Marcatori | 22’ Karim Boudiaf |

| Arbitro: | Abdullah Al Athbah |

|                                     |           |                      |
| Khaled Mohammed 24’ Mohanad Ali 90’ | Marcatori | 31’ Abdulrahman Mohd |

| Arbitro: | Meshari Al shammari |

|  |           |                      |
|  | Marcatori | 65’ Mohammed Muntari |

| Arbitro: | Hamad Al Subaie |

|                                          |           |                   |
| Edmílson Junior 66’ Mohammed Muntari 87’ | Marcatori | 60’ Sofiane Hanni |

| Arbitro: | Salman Ahmad Flahi |

|                                                                               |           |                      |
| Mohammed Muntari 34’ Karim Boudiaf 45+1’ Edmílson Junior 81’ Almoez Ali 90+1’ | Marcatori | 14’ Hassan Al Haidos |

| Arbitro: | Abdulhadi Al Rowaily |

|                                         |           |                                              |
| Abdullah Murisi 17’ Ahmed Hammoudan 29’ | Marcatori | 43’, 57’ Mohammed Muntari 66’ Youssef Msakni |

| Arbitro: | Saoud Al Athbah |

|  |           |                                                                 |
|  | Marcatori | 29’ Youssef Msakni 45+3’ Ismaeel Mohammad 86’ (Rig.) Almoez Ali |

| Doha 4 gennaio 2020, ore 19:00 UTC+5:30 12ª giornata | Al-Duhail          | 0 – 0 referto | Qatar SC | Thani Bin Jassim Stadium\| Arbitro: \| Salman Ahmad Flahi \| |
| Arbitro:                                             | Salman Ahmad Flahi |               |          |                                                              |

| Arbitro: | Meshari Al shammari |

|                           |           |                                          |
| Hamdi Harbaoui 19’ (Rig.) | Marcatori | 4’, 90+5’ Almoez Ali 33’ Edmílson Junior |

| Arbitro: | Abdulrahman Al Jassim |

|                |           |  |
| Yohan Boli 64’ | Marcatori |  |

| Arbitro: | Abdullah Al Athbah |

|                    |           |  |
| Han Kwang-song 48’ | Marcatori |  |

| Doha 27 febbraio 2020, ore 19:00 UTC+5:30 16ª giornata                                                      | Al-Duhail | 3 – 1 referto     | Al-Shahaniya | Abdullah bin Nasser bin Khalifa Stadium |
| \| \| \| \| \| Han Kwang-song 4’ Karim Boudiaf 50’ Edmílson Junior 81’ \| Marcatori \| 36’ Ahmed Akaïchi \| |           |                   |              |                                         |
| |           |                   |              |                                         |
| Han Kwang-song 4’ Karim Boudiaf 50’ Edmílson Junior 81’                                                     | Marcatori | 36’ Ahmed Akaïchi |              |                                         |

| Doha 7 marzo 2020, ore 19:00 UTC+5:30 17ª giornata                                                | Al-Sailiya | 1 – 2 referto                        | Al-Duhail | Ahmed bin Ali Stadium |
| \| \| \| \| \| Mbark Boussoufa 90’ (Rig.) \| Marcatori \| 12’ Han Kwang-song 86’ Karim Boudiaf \| |            |                                      |           |                       |
|                                                                                                   |            |                                      |           |                       |
| Mbark Boussoufa 90’ (Rig.)                                                                        | Marcatori  | 12’ Han Kwang-song 86’ Karim Boudiaf |           |                       |

| Arbitro: | Abdulhadi Al Rowaily |

|                       |           |                |
| Almoez Ali 49’ (Rig.) | Marcatori | 52’ Ayoub Azzi |

| Al Rayyan 31 luglio 2020, ore 19:00 UTC+5:30 19ª giornata                 | Al-Gharafa | 0 – 2 referto                           | Al-Duhail | Education City Stadium |
| \| \| \| \| \| \| Marcatori \| 4’ Mohammed Muntari 80’ Edmílson Junior \| |            |                                         |           |                        |
|                                                                           |            |                                         |           |                        |
|                                                                           | Marcatori  | 4’ Mohammed Muntari 80’ Edmílson Junior |           |                        |

| Doha 8 agosto 2020, ore 19:00 UTC+5:30 20ª giornata  | Al-Sadd   | 1 – 0 referto | Al-Duhail | Jassim Bin Hamad Stadium (0 spett.) |
| \| \| \| \| \| Rodrigo Tabata 24’ \| Marcatori \| \| |           |               |           |                                     |
|                                                      |           |               |           |                                     |
| Rodrigo Tabata 24’                                   | Marcatori |               |           |                                     |

| Doha 15 agosto 2020, ore 19:00 UTC+5:30 21ª giornata   | Al-Duhail | 1 – 0 | Al-Khor | Abdullah bin Nasser bin Khalifa Stadium |
| \| \| \| \| \| Abdullah Al-Ahrak 9’ \| Marcatori \| \| |           |       |         |                                         |
|                                                        |           |       |         |                                         |
| Abdullah Al-Ahrak 9’                                   | Marcatori |       |         |                                         |

| Doha 21 agosto 2020, ore 19:00 UTC+5:30 22ª giornata  | Al-Duhail | 1 – 0 | Al-Ahli | Abdullah bin Nasser bin Khalifa Stadium (0 spett.) |
| \| \| \| \| \| Edmílson Junior 24’ \| Marcatori \| \| |           |       |         |                                                    |
|                                                       |           |       |         |                                                    |
| Edmílson Junior 24’                                   | Marcatori |       |         |                                                    |

### Andamento in campionato
| Giornata  | 1 | 2 | 3 | 4 | 5 | 6 | 7 | 8 | 9 | 10 | 11 | 12 | 13 | 14 | 15 | 16 | 17 | 18 | 19 | 20 | 21 | 22 |
| --------- | - | - | - | - | - | - | - | - | - | -- | -- | -- | -- | -- | -- | -- | -- | -- | -- | -- | -- | -- |
| Luogo     | T | T | C | T | T | C | T | C | C | T  | T  | C  | T  | T  | C  | C  | T  | C  | T  | T  | C  | C  |
| Risultato | V | N | N | V | V | V | V | V | V | V  | V  | N  | V  | P  | V  | V  | V  | N  | V  | P  | V  | V  |
| Posizione | 4 | 4 | 6 | 2 | 2 | 1 | 1 | 1 | 1 | 1  | 1  | 1  | 1  | 1  | 1  | 1  | 1  | 1  | 1  | 2  | 2  | 1  |

Legenda:

Luogo: C = Casa; T = Trasferta. Risultato: V = Vittoria; N = Pareggio; P = Sconfitta.

### Qatar Stars Cup
| Arbitro: | Abdulhadi Al Rowaily |

|                             |           |                                         |
| Mohammed Muntari 66’ (Rig.) | Marcatori | 38’ Ramadan Sedik 54’ Abdulghani Muneer |

| Arbitro: | Sultan Al Sharshani |

|  |           |                                                                              |
|  | Marcatori | 11’, 50’, 54’, 61’, 84’ Said Brahmi 14’, 32’ (Rig.) Ahmed Hassan Al Mohanadi |

| Arbitro: | Gamal Husain Omar |

|                                              |           |                          |
| Kara Mbodj 77’ Meshaal Al-Shamari 82’ (Rig.) | Marcatori | 73’, 88’ Edmílson Junior |

| Arbitro: | Moatasem Al Mazyed |

|  |           |                     |
|  | Marcatori | 51’ Kayke Rodrigues |

| Arbitro: | Meshari Al shammari |

|                                             |           |                                       |
| Mohammed Salem Al-Mal 8’ Hamdi Harbaoui 73’ | Marcatori | 2’ Khaled Mohammed 49’ Youssef Msakni |

#### Andamento
| Giornata  | 1 | 2 | 3 | 4 | 5 |
| --------- | - | - | - | - | - |
| Luogo     | C | C | T | C | T |
| Risultato | N | P | N | P | N |
| Posizione |   |   |   |   | 5 |

Legenda:

Luogo: C = Casa; T = Trasferta. Risultato: V = Vittoria; N = Pareggio; P = Sconfitta.

### Coppa del Qatar

#### Semifinale
| Doha 10 gennaio 2020, ore 20:30 UTC+5:30                               | Al-Duhail | 2 – 0 referto | Al-Sailiya | Jassim Bin Hamad Stadium |
| \| \| \| \| \| Mario Mandžukić 59’ Almoez Ali Rig.’ \| Marcatori \| \| |           |               |            |                          |
|                                                                        |           |               |            |                          |
| Mario Mandžukić 59’ Almoez Ali Rig.’                                   | Marcatori |               |            |                          |

#### Finale
| Doha 17 gennaio 2020, ore 20:30 UTC+5:30 | Al-Duhail | 0 – 4 referto | Al-Sadd | Jassim Bin Hamad Stadium |

### Coppa dell'Emiro del Qatar

#### Ottavi di finale
| Doha 6 febbraio 2020, ore 19:00 UTC+5:30                                                      | Al-Duhail | 4 – 0 referto | Al-Mu'aidar | Stadio Abdullah bin Khalifa |
| \| \| \| \| \| Han Kwang-song 42’, 44’ Almoez Ali 45’ Mohammed Muntari 69’ \| Marcatori \| \| |           |               |             |                             |
|                                                                                               |           |               |             |                             |
| Han Kwang-song 42’, 44’ Almoez Ali 45’ Mohammed Muntari 69’                                   | Marcatori |               |             |                             |

#### Quarti di finale
| Doha 14 marzo 2020, ore 19:00 UTC+5:30                                                                                     | Al-Duhail | 4 – 0 referto | Al-Sailiya | Al-Sadd Stadium (0 spett.) |
| \| \| \| \| \| Edmílson Junior 24’ (Rig.) Abdullah Al-Ahrak 49’ Almoez Ali 52’ Abdelrahman Moustafa 65’ \| Marcatori \| \| |           |               |            |                            |
| |           |               |            |                            |
| Edmílson Junior 24’ (Rig.) Abdullah Al-Ahrak 49’ Almoez Ali 52’ Abdelrahman Moustafa 65’                                   | Marcatori |               |            |                            |

#### Semifinale
| 2020, ore 19:00 UTC+5:30 |  | – |  |  |

### AFC Champions League

#### 1º turno
| Arbitro: | A. Asymov |

|                                        |           |  |
| Mario Mandžukić 5’ Edmílson Junior 13’ | Marcatori |  |

| Arbitro: | Makhadmeh A. |

|                                                 |           |  |
| Mohammad Al-Sahlawi 34’ Abdulmajeed Al-Swat 55’ | Marcatori |  |

| Arbitro: | Jahari M. |

|                                  |           |                          |
| Almoez Ali 41’ Ramin Rezaian 51’ | Marcatori | 58’ (Rig.) Igor Coronado |

| Arbitro: | Al Yaqoubi O. |

|                                                                          |           |                                      |
| Khaled Ba Wazir 18’ Majed Suroor 62’ Igor Coronado 73’ (Rig.) Caio 90+1’ | Marcatori | 12’ Abdullah Al-Ahrak 70’ Almoez Ali |

| Arbitro: | Dilan H. P. |

|  |           |                       |
|  | Marcatori | 60’ (Rig.) Almoez Ali |

| Arbitro: | Yaacob M. |

|  |           |                   |
|  | Marcatori | 86’ Mitchell Duke |

#### Andamento
| Giornata  | 1 | 2 | 3 | 4 | 5 | 6 |
| --------- | - | - | - | - | - | - |
| Luogo     | C | T | C | T | T | C |
| Risultato | V | P | V | P | V | P |
| Posizione | 1 | 2 | 2 | 3 | 1 | 3 |

Legenda:

Luogo: C = Casa; T = Trasferta. Risultato: V = Vittoria; N = Pareggio; P = Sconfitta.